# 부산 복천사 독성도 및 복장유물
복천사 독성도 및 복장유물(福泉寺 獨聖圖 및 服藏遺物)은 부산광역시 영도구에 있는 조선시대의 불화이다. 2007년 9월 7일 부산광역시의 문화재자료 제38호로 지정되었다.

## 개요
액자로 된 본 작품의 뒷면 중앙에는 세로로 1행의 다라니가 붉은 글씨로 적혀있고, 그 가운데 정사각형의 틀이 있으며, 그 안에 다라니·진언·기문 등의 복장물이 확인되었다. 뒷면 네면 모서리에 붉은 글씨로 동서남북을 표시한 한자(一字)씩의 다라니가 쓰여 있다.
복장 품목으로는 한지 위에 붉은 글씨로 쓴 발원문인 복장기문을 비롯하여 황색비단보자기, 진언지 5매, 한지를 원형으로 잘라 그 위에 주서로 ‘사리함(舍利盒)’이라 쓴 것이 2매, 그리고 역시 원형으로 자른 한지 위에 오륜종자(五輪種子), 보신축(報身呪, 入悉之圖), 화신축(化身呪, 出悉之圖), 진심종자도(眞心種子圖), 준제구자도(准提九字圖)를 그려 넣은 것과 오색실(五色絲)에 팔엽개(八葉盖) 및 준제구자천원지도(准提九字天圓之圖), 후령통(喉鈴筒), 둥근거울(圓鏡), 오보병(五寶甁)을 연결한 것, 열금강지방지도(列金剛地方之圖)와 범자를 적어놓은 한지 3매 등이 발견되었다.
화면에는 성승(聖僧) 1위(位)가 향우측 상단에서 시작하여 향좌측 하단으로 연결되는 구릉 위에 향좌측을 향해 3/4분면 자세로 반가좌를 취한 모습이다. 향좌측 계곡 사이에는 폭포수가 있고, 향우측 구릉 위에는 한그루의 노송이 위치하며, 소나무 뒤편에는 잔잔하게 흐르는 구름을 표현하였다. 향우측 구릉 앞쪽에는 녹청색 풀과 태점이 그려진 녹청색 암산이 표현되어 있다.
본 작품은 복장기문을 통해 광서(光緖) 18년(1892)에 금어 응륜(應崙)을 비롯하여 환일(幻鎰), 현조(昡眺), 윤화(侖化), 긍조(肯照), 치연(致衍), 축인(竺印) 등이 관여하여, 경기도 관악산 관음사(觀音寺)에 봉안하였던 독성도 임을 알 수 있다.
본 작품은 화격은 뛰어나지 않으나 조성 기문을 통해 제작 년대가 뚜렷하고 복장유물이 일괄 남아 있어 불화 연구에 자료적 가치가 높은 문화재로 평가된다.

## 참고 자료
- 부산 복천사 독성도 및 복장유물 - 국가유산청 국가유산포털